# Regis-Breitingen
Regis-Breitingen − miasto w Niemczech, w kraju związkowym Saksonia, w okręgu administracyjnym Lipsk, w powiecie Lipsk (do 31 lipca 2008 w powiecie Leipziger Land). Miasto jest siedzibą wspólnoty administracyjnej Regis-Breitingen.

## Geografia
Regis-Breitingen leży nad rzeką Pleiße, niedaleko miasta Borna.

## Dzielnice miasta
- Heuersdorf
- Ramsdorf z Hagenest i Wildenhain
- Regis-Breitingen z Regis-Flur oraz Breitingen

## Zobacz też

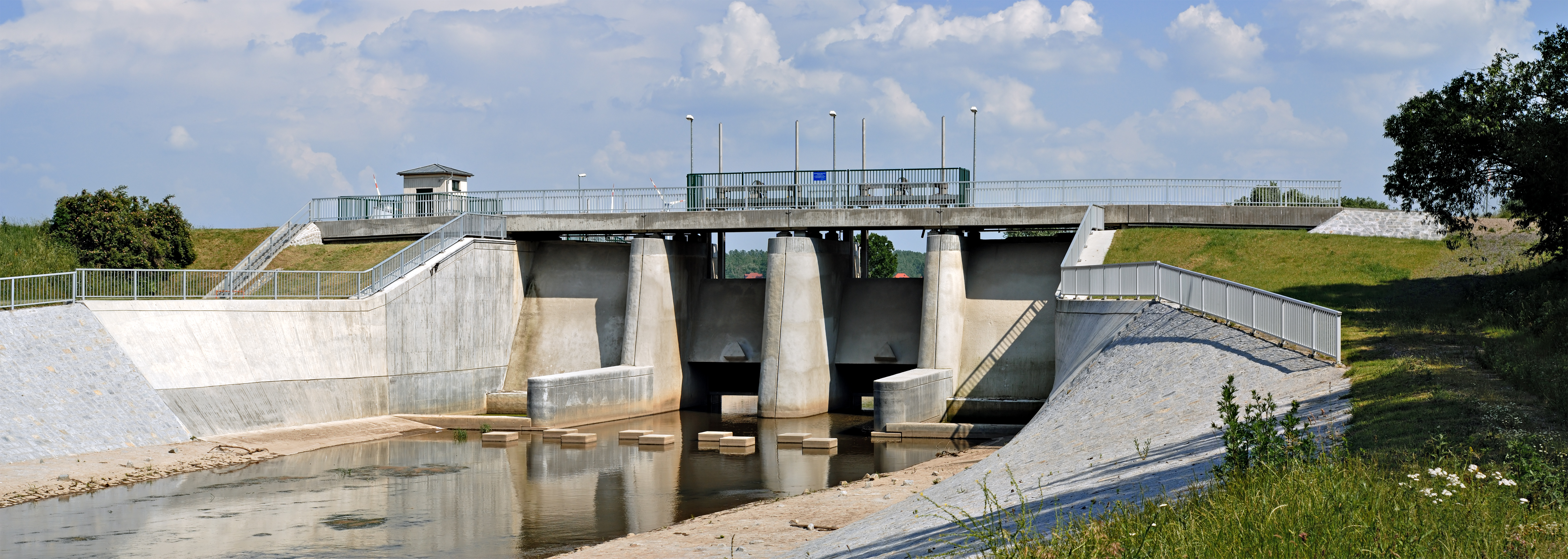
Zapora wodna

## Współpraca
- Spaichingen, Badenia-Wirtembergia